# Дъглас Норт
Дъглас Сесил Норт (на английски: Douglass Cecil North) е американски икономист, известен с изследванията си върху история на икономическата мисъл, работил в областта на икономическата история и новата институционална икономика. През 1993 получава Наградата за икономически науки на Шведската банка в памет на Алфред Нобел, заедно с Робърт Фогел.
Заедно с Роланд Коусе и Оливър Уилямсон подпомага основаването на Международно общество за Нова институционална икономика, което се събира за първи път в Сейнт Луис през 1997.